# Lingua curlandese
Con lingua curlandese, a volte detta lingua curone o curoniana (nome nativo: kursenieku valoda; in lettone: kuršu valoda; in lituano: kuršių kalba), ci si riferisce generalmente a due lingue differenti ma strettamente imparentate all'interno della famiglia delle lingue baltiche.

## Curlandese antico
Tradizionalmente con curlandese antico ci si riferisce ad una lingua estinta, parlata dai curlandesi, o curoni, che vivevano soprattutto in Curlandia, una penisola nella Lettonia occidentale e lungo altre rive del Mar Baltico. Apparteneva al gruppo linguistico baltico ed era strettamente imparentata con l'antico prussiano, con alcune influenze del livone.
Questa lingua scomparve durante il XVII secolo, lasciando alcuni substrati nei dialetti occidentali lettoni e lituani. Non se ne conoscono documenti scritti, ma alcuni testi lituani occidentali mostrano influenze curlandesi.

## Curlandese moderno

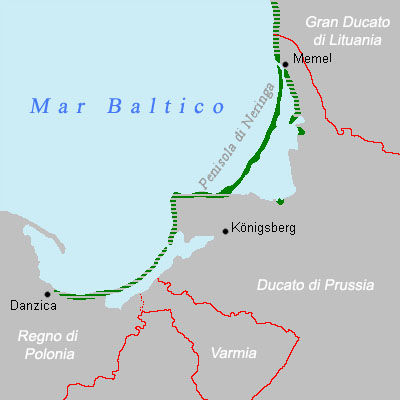
La zona dove veniva parlato il curlandese moderno nel 1649

Il cosiddetto curlandese moderno (in lingua: Kursenieku valoda; in tedesco: Nehrungskurisch) viene parlato dai curseniechi della penisola di Neringa. Nel corso di varie migrazioni tra il XIV ed XVII secolo, i curlandesi (che già parlavano il lettone) si stabilirono nella penisola di Neringa nella Prussia orientale e divennero noti come curseniechi.
La loro lingua venne influenzata dal tedesco e dal lituano. Verso la fine del XVIII secolo si erano formati nuovi dialetti curlandesi, ed il dialetto della penisola si era distinto nettamente, grazie all'isolamento dalla terraferma. Un vocabolario di curlandese moderno pubblicato nel 1927 contiene il 60% di parole di origine lettone e il 26% di prestiti tedeschi; il restante 13% proviene dai dialetti lituani. Il curlandese moderno è mutuamente intelligibile con il lettone, specialmente con i suoi dialetti sud-occidentali; oggi lettoni e curseniechi comunicano facilmente.
Prima della seconda guerra mondiale il curlandese moderno era un dialetto dei pescatori curseniechi della penisola di Neringa. Nelle altre sfere della vita quotidiana i curseniechi parlavano tedesco. Gli eventi della prima metà del XX secolo, inclusa l'occupazione sovietica degli stati baltici e poi della Prussia portarono alla quasi estinzione della lingua, ponendola seriamente in pericolo. Alcune decine di locutori nativi vivono ancora in Germania, dopo che furono espulsi dalla Prussia insieme ai tedeschi madrelingua dopo la seconda guerra mondiale.

## Rivitalizzazione del curlandese
Dopo la dissoluzione dell'Unione Sovietica, negli stati baltici ci fu una rinascita dell'interesse scientifico e culturale verso le lingue baltiche estinte e le antiche tribù, inclusi gli jatvingi, i curi e l'antico prussiano. Un esempio fu il film documentario Tarp 8 vėjų ("Nel mezzo di 8 venti") di Arturas Barysas, riguardo al declino del curlandese.
Ci sono molti entusiasti del curlandese che tentano di preservare la conoscenza della lingua, tra cui Paul Kwauka e Richard Pietsch.

## Grammatica curlandese
Il curlandese è una lingua arcaica e altamente flessiva. La grammatica è stata ricostruita sulla base della grammatica lettone, lituana ed antico prussiana e di toponimi curlandesi conosciuti, testi e vocabolari di curlandese moderno.

## Fonti
- Paul Kwauka, Richard Pietsch, Kurisches Wörterbuch, 1977, ISBN 3-921515-03-3
- Richard Pietsch, Deutsch-Kurisches Wörterbuch, 1991, ISBN 3-922296-60-2
- Studentu zinātniskās konferences "Aktuāli baltistikas jautājumi" tēzes Loreta Stonkutė. Kuršininkų tarmės lituanizmai. p.43,44 (PDF), su ailab.lv.

| Controllo di autorità | GND (DE) 4133374-3 · J9U (EN, HE) 987007535158905171 |